# Konstantin Krimmel
Konstantin Krimmel (* 16. Januar 1993 in Ulm) ist ein deutscher Opern-, Konzert- und Liedsänger in der Stimmlage Bariton.

## Biografie

### Ausbildung und erste Auftritte
Konstantin Krimmel wirkte bei den St. Georgs Chorknaben in Ulm mit und begann 2014 sein Gesangsstudium bei Teru Yoshihara an der Hochschule für Musik und Darstellende Kunst Stuttgart, das er 2020 mit dem Master abschloss. Meisterkurse bei Brigitte Fassbaender, Margreet Honig, Noelle Turner und Thomas Heyer ergänzten seine Ausbildung. Erste Bühnenerfahrungen als Solist sammelte er 2016 am Wilhelma Theater Stuttgart als Antonio in Le nozze di Figaro und 2017 am Theater Heilbronn als Zoroastro in Georg Friedrich Händels Oper Orlando. 2018 erlangte er den Bachelorabschluss und errang Preise bei sieben bedeutenden, überwiegend internationalen Wettbewerben.
Bei der international besetzten Produktion von Don Giovanni im Rahmen des Projekts Music Overcomes Walls stellte er 2018 im ukrainischen Siwerskodonezk die Partie des Leporello dar. Bei den Aufführungen von La finta giardiniera anlässlich der Bundesgartenschau in Heilbronn trat er im Juni/Juli 2019 in der Rolle des Nardo auf. Am Hessischen Staatstheater Wiesbaden stellte er ab Januar 2020 den Jesus in einer szenischen Produktion von Bachs Matthäuspassion sowie ab September 2020 den Figaro in Mozarts (Le nozze di Figaro) dar. Seit der Spielzeit 2021/2022 ist er Ensemblemitglied der Bayerischen Staatsoper, gab dort in der folgenden Spielzeit seine Rollendebüts als Guglielmo in Mozarts Così fan tutte und Papageno in Die Zauberflöte sowie 2023 dann Mozarts Figaro.

### Wirken als Lied- und Oratoriensänger
Als Interpret klassischer Lieder arbeitete er von 2018 bis 2020 mit der Pianistin Doriana Tchakarova zusammen und brachte mit ihr ein breites Spektrum von Werken des 18. bis 20. Jahrhunderts zur Aufführung. Dazu zählten Lieder von Claude Debussy, Carl Loewe, Gustav Mahler, Joseph Marx, Franz Schubert, Robert Schumann und Hugo Wolf. Internationale Aktivitäten dieses Duos waren im IV. Quartal 2019 Liederabende beim Oxford Lieder Festival und bei der Schubertiada Vilabertran. 
Konzerte mit dem bekannten Liedpianisten Helmut Deutsch in Wien und Berlin ergaben sich aus dem 1. Preis bei dem nach diesem Künstler benannten Wettbewerb im September 2018. Sein Debüt bei der Schubertiade Hohenems gab er im Juli 2020 mit Daniel Heide am Klavier. Im September 2020 trat er mit Malcolm Martineau am Klavier erstmals in der Londoner Wigmore Hall auf. In einem Videostream aus dem Bockenheimer Depot der Frankfurter Oper brachte er im März 2021 gemeinsam mit Daniel Heide u. a. die Liederzyklen An die ferne Geliebte von Ludwig van Beethoven und The House of Life von Ralph Vaughan Williams zur Aufführung. Die Vier ernsten Gesänge von Brahms sang er 2023 mit Orchesterbegleitung durch die Hofer Symphoniker. Beim Festival Lied Würzburg 2024 gestaltete er zusammen mit Nikola Hillebrand das Italienische Liederbuch von Hugo Wolf. Sein Liedrepertoire umfasst mit Die schöne Müllerin und Winterreise auch die bekannten Liederzyklen von Franz Schubert.
Zu seinem Repertoire als Oratoriensänger zählen Solopartien von J. S. Bachs Matthäuspassion und Weihnachtsoratorium sowie des Deutschen Requiems von J. Brahms.

## Preise und Auszeichnungen
- Förderpreis der Stadt Ulm (2015)[1]
- Stipendiat der Fritz-Wunderlich-Musiktage in Kusel (2017)
- 1. Preis in der Sparte Kammermusik/Liedduo, Rising Stars Grand Prix – International Music Competition, Berlin (2018)[28]
- 1. Preis, Sonderpreis für die beste Arieninterpretation und Publikumspreis beim Internationalen Haydn-Wettbewerb in Rohrau (2018)[29]
- 1. Preis und Publikumspreis der Walter-und-Charlotte-Hamel-Stiftung (2018)[30]
- 1. Preis und Publikumspreis beim Internationalen Helmut Deutsch Liedwettbewerb in Wien (2018)[13][18]
- 3. Preis, Liedpreis und Wagnerpreis der Herbert Hillmann- und Margot Müller-Stiftung beim 9. Europäischen Gesangswettbewerb DEBUT in Weikersheim/Bad Mergentheim (2018)[31]
- 2. Preis beim Gian Battista Viotti International Music Competition, Vercelli (2018)
- 3. Preis beim Bundeswettbewerb Gesang Berlin (2018)[32]
- 2. Preis und Publikumspreis bei DAS LIED – Internationaler Liedwettbewerb, Heidelberg (2019)[33]
- Preis des Deutschen Musikwettbewerbs (2019)[34]
- Usedomer Musikpreis (2020)[35]
- Auszeichnung als bester Nachwuchskünstler bei den OPER! Awards (2023)[36]
- Auszeichnung als Nachwuchssänger des Jahres in der Kritikerumfrage der Zeitschrift Opernwelt (2023)[37]
- Auszeichnung als Sänger des Jahres bei Opus Klassik für die Einspielung von Schuberts "Die schöne Müllerin" (2024)[38]

## Diskografie
- Saga. Romanzen und Balladen von Carl Loewe, Adolf Jensen, Franz Schubert und Robert Schumann. Mit Doriana Tchakarova am Klavier. Alpha Classics, 2019.
- Georg Friedrich Händel: Passion nach Brockes HWV 48. Mit Konstantin Krimmel als Jesus[39]. Alpha Classics, 2021
- Franz Liszt: Lieder – „Der du von dem Himmel bist“. Mit Daniel Heide am Klavier. CAvi, 2022
- Zauberoper. Arien aus der zweiten Hälfte des 18. Jahrhunderts. Hofkapelle München unter Rüdiger Lotter. Alpha Classics, 2022
- Silent Songs von Valentin Silvestrov, mit Hélène Grimaud am Klavier, Deutsche Grammophon 2023[40]